# Alexandre Grossheim
Alexandre Alphonsovitch Grossheim (Алекса́ндр Альфо́нсович Гроссгейм), né le 23 février (6 mars) 1888 à Likhovka dans le gouvernement de Iekaterinoslav (Empire russe) et mort le 4 décembre 1948 à Léningrad (URSS), est un botaniste soviétique qui fut membre de l'Académie des sciences d'URSS (1946), membre de l'Académie des sciences de la RSS d'Azerbaïdjan (1945) et lauréat du prix Staline de deuxième classe pour son ouvrage Les ressources végétales du Caucase.

## Carrière
Alexandre Grossheim termine en 1912 ses études au département des sciences naturelles de la faculté de physico-mathématiques de l'université de Moscou. Il devient assistant, puis dozent à l'institut polytechnique de Tiflis (1917-1926). De 1926 à 1931, il travaille comme botaniste au commissariat au peuple pour l'agriculture de la république socialiste soviétique d'Azerbaïdjan. Il est ensuite botaniste à l'institut d'État de recherches scientifiques de la RSS d'Azerbaïdjan de 1931 à 1932. De 1929 à 1946, il est professeur et directeur de la chaire de morphologie et de systématique des végétaux supérieurs à l'université d'État d'Azerbaïdjan et parallèlement de 1929 à 1934 professeur à l'institut supérieur pédagogique.
Le professeur Grossheim est à l'origine de la fondation de l'institut de botanique de la filiale de l'Académie des sciences d'URSS en Azerbaïdjan, qu'il dirige de 1936 à 1947. C'est le 29 janvier 1939 qu'il est nommé membre-correspondant de l'Académie des sciences d'URSS pour son département des mathématiques et des sciences naturelles. Il est en académicien de plein droit le 30 novembre 1946 pour la botanique. L'année précédente, il venait d'être nommé également académicien de la nouvelle Académie des sciences d'Azerbaïdjan.
Le professeur Grossheim s'installe à Léningrad en 1947 pour diriger le département de la flore du Caucase à l'institut de botanique de l'Académie des sciences et en même temps enseigne à l'université de Léningrad.
Il est l'auteur de publications sur la flore et la végétation du Caucase et s'intéressa particulièrement à celle des monts Talych. Il est lauréat du prix Komarov en 1946.
Le professeur Grossheim est enterré à la passerelle des écrivains du cimetière Volkovo.

## Hommages
Genre:
- (Asteraceae) Grossheimia Sosn. & Takht. 1945

Espèces:
- Euphorbia grossheimii Prokh.

## Quelques publications
- Флора Кавказа [La Flore du Caucase] en quatre tomes (1928—1934),
- Анализ флоры Кавказа [Analyse de la flore du Caucase] (1936),
- Растительные ресурсы Кавказа [Les ressources végétales du Caucase] (1946),
- Растительный покров Кавказа [La couverture végétale du Caucase] (1948),
- Определитель растений Кавказа [Précis de la végétation du Caucase (1949).
- Dans les montagnes de Talych